# Oswald Lohse
Pour les articles homonymes, voir Lohse.

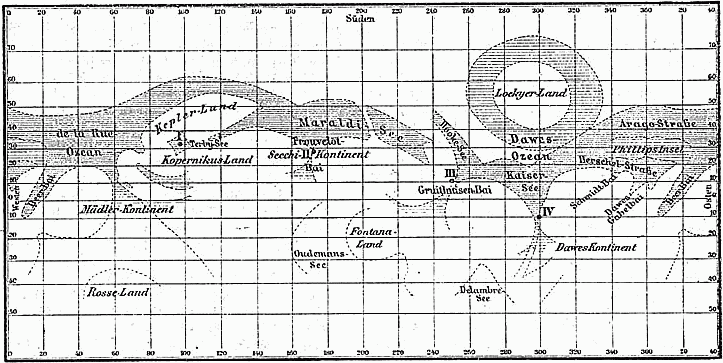
Carte de Mars réalisée par Lohse (1888).

Wilhelm Oswald Lohse (né le 13 février 1845 – mort le 14 mai 1915) est un astronome saxon. 
Il a d'abord travaillé à l'observatoire Bothkamp (de), puis à l'observatoire astrophysique de Potsdam à partir de 1874.